# Michael Blaudzun
Michael Blauzdun (Herning, 30 aprile 1973) è un ex ciclista su strada e dirigente sportivo danese.
Professionista dal 1994 al 2008, ha trascorso la maggior parte della sua carriera tra le file del Team CSC. Tra le sue affermazioni sette campionati nazionali e la cronosquadre al Giro d'Italia 2006.
È il figlio di Verner Blaudzun, anch'egli ciclista professionista.

## Palmarès

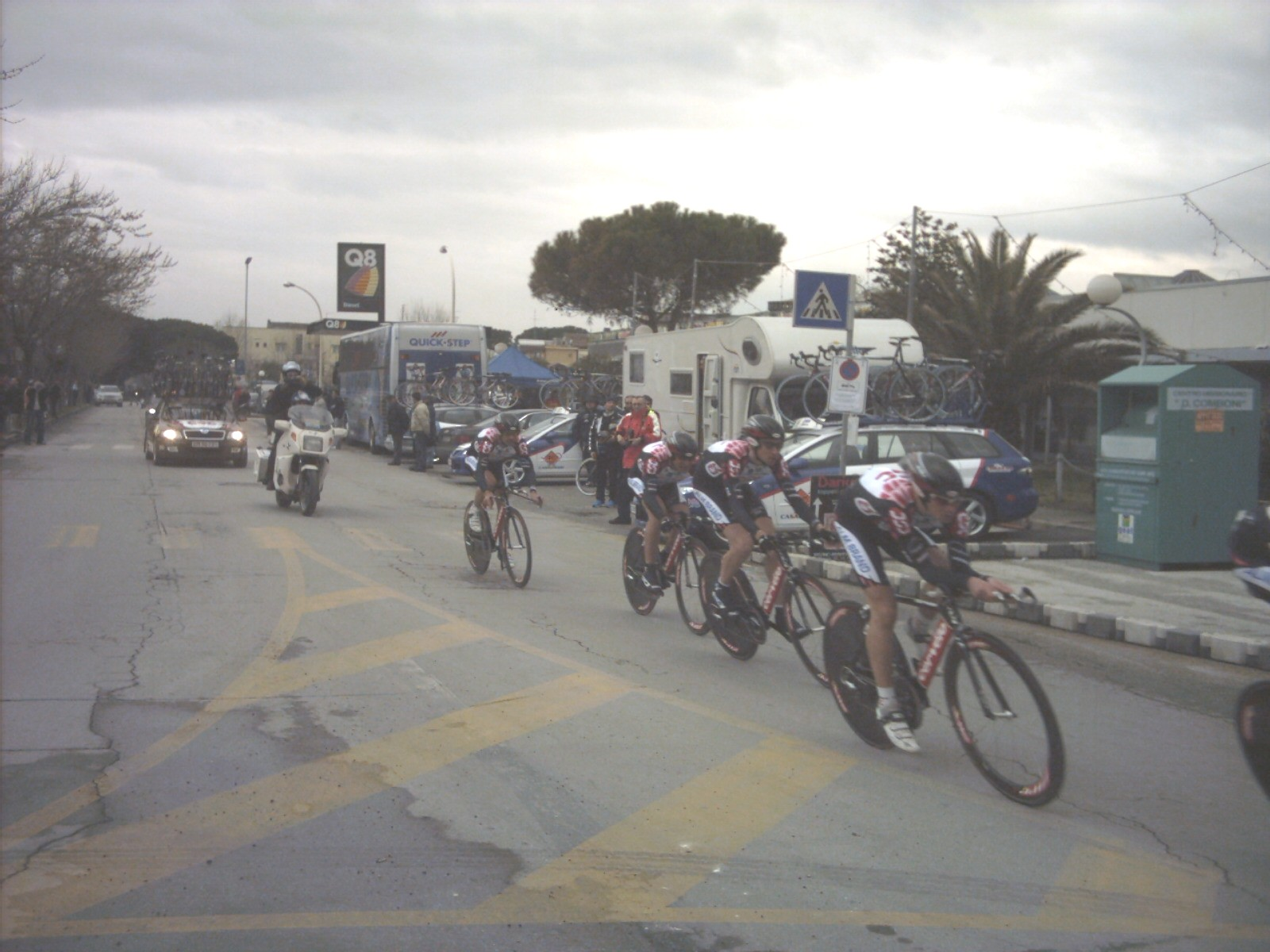
Il Team CSC nella vittoriosa cronosquadre di Misano Adriatico

- 1993 (Dilettanti)

Campionati danesi, Cronosquadre Dilettanti (Nykøbing Falster, con Jørgen Bligaard e Carsten Thomasen)
- 1994 (Wordperfect, una vittoria)

Campionati danesi, Prova a cronometro Dilettanti (Vissenbjerg)
- 1996 (Rabobank, due vittorie)

Classifica generale Postgirot Open
5ª tappa Rheinland-Pfalz-Rundfahrt
- 1998 (Team Deutsche Telekom, una vittoria)

Campionati danesi, Cronosquadre (Lemvig, con Bjarne Riis, Carl Christian Pedersen)
- 1999 (Team Home-Jack & Jones, tre vittorie)

13ª tappa Herald Sun Tour
Classifica generale Herald Sun Tour
Prologo Dekra Open Stuttgart (Vaihingen)
- 2001 (CSC-Tiscali, due vittorie)

Campionati danesi, Prova a cronometro (Middelfart)
Classifica generale Hessen-Rundfahrt
- 2003 (Team CSC, una vittoria)

Campionati danesi, Prova a cronometro (Nibe)
- 2004 (Team CSC, una vittoria)

Campionati danesi, Prova in linea (Hadsten)
- 2005 (Team CSC, due vittorie)

Grand Prix Herning
Campionati danesi, Prova a cronometro (Odense)

### Altri successi
- 1999 (Team Home-Jack & Jones)

Criterium Svenborg
- 2000 (Memory Card-Jack & Jones)

Criterium Roskilde
- 2001 (CSC-Tiscali)

Criterium Hadsten
- 2006 (Team CSC)

Cronosquadre Settimana Ciclistica Internazionale (Misano Adriatico)
Cronosquadre Giro d'Italia (Cremona)
Eindhoven Team Time Trial
- 2007 (Team CSC)

Eindhoven Team Time Trial
- 2008 (Team CSC)

Criterium Herning

## Piazzamenti

### Grandi giri
- Giro d'Italia

2005: 73º
2006: 96º
2007: ritirato (8ª tappa)
2008: 62º
- Tour de France

2000: ritirato (12ª tappa)
2001: 84º
2003: 45º
- Vuelta a España

1998: fuori tempo (11ª tappa)
2007: ritirato (14ª tappa)
2008: 82º

### Classiche monumento
- Milano-Sanremo

1995: 83º
1997: 68º
2001: 61º
2003: 29º
2004: 161º
- Liegi-Bastogne-Liegi

1997: 92º
2000: ritirato
2001: 17º
2003: ritirato
- Giro di Lombardia

2001: 28º
2005: 58º

### Competizioni mondiali
- Campionati del mondo

Palermo 1994 - In linea Dilettanti: 25º
Bogotá 1995 - In linea: ?
Lugano 1996 - Cronometro: 14º
Lugano 1996 - In linea: ?
Verona 1999 - In linea: ritirato
Lisbona 2001 - Cronometro: 10º
Lisbona 2001 - In linea: ritirato
Verona 2004 - Cronometro: 28º
Verona 2004 - In linea: ritirato
Madrid 2005 - Cronometro: 39º
Varese 2008 - Cronometro: 24º